# Кабардатлы
Кабардатлы — отдельные дворы с. Кенхи Шаройского района Чеченской Республики.

## География
Расположен на левом берегу реки Кенхи, на северо-востоке от районного центра Шарой.
Ближайшие сёла: на севере — Бути, на юге — Бицухе, на юго-востоке — Хилиди, на северо-западе — Кенхи, на юго-западе — Анны и Етмуткатлы.